# 永寿 (黎朝)
永寿（えいじゅ）は、ベトナム後黎朝の神宗が使用した元号。1658年旧2月 - 1662年旧9月。

## 西暦との対照表
| 永寿 | 元年   | 2年    | 3年    | 4年    | 5年    |
| 西暦 | 1658年 | 1659年 | 1660年 | 1661年 | 1662年 |
| 干支 | 戊戌   | 己亥   | 庚子   | 辛丑   | 壬寅   |